# TEE Diamant I
Le Diamant était un train reliant Anvers à Dortmund. Il tient son nom d'Anvers, cœur de l'industrie diamantaire.

## Parcours et arrêts
Horaires du Diamant au service d'éte 1965
| TEE 25 | Pays      | Gare            | km  | TEE 26 |
| ------ | --------- | --------------- | --- | ------ |
| 16:35  | Allemagne | Dortmund        | 0   | 12:08  |
| 16:48  | Allemagne | Bochum          | 19  | 11:53  |
| 17:00  | Allemagne | Essen           | 34  | 11:41  |
| 17:18  | Allemagne | Duisbourg       | 54  | 11:25  |
| 17:33  | Allemagne | Düsseldorf      | 77  | 11:09  |
| 18:09  | Allemagne | Cologne         | 117 | 10:41  |
| 18:55  | Allemagne | Aix-la-Chapelle | 187 | 09:56  |
| 19:53  | Belgique  | Liège           | 242 | 09:04  |
| 20:53  | Belgique  | Bruxelles-Nord  | 342 | 08:04  |
| 21:30  | Belgique  | Anvers          | 387 | 07:27  |